# Triphosa packardata
Triphosa packardata là một loài bướm đêm trong họ Geometridae.